# Stefanusalliansen
 Stefanusalliansen (čes. Aliance Štěpán, angl. Stefanus Alliance) je norská nevládní křesťanská organizace zaměřená na misii a ochranu lidských práv, zejména pak náboženské svobody. Jejím mottem je: „Společně pro pronásledované“ („Sammen for de forfulgte“).
Organizace vznikla pod vlivem svědectví Richarda Wurmbranda o perzekuci křesťanů v zemích Východního bloku. Založena byla roku 1967 pod názvem Misie za železnou oponou (Misjon bak Jernteppet) Vyvíjela aktivity i na území Československa, které generální tajemník organizace John Victor Selle po sametové revoluci navštívil. Roku 1990 se organizace přejmenovala na Norskou misii na východ (Norsk Misjon i Øst) a rozšířila svou působnost i na oblast Blízkého i Dálného východu. Roku 2001 se stala formálním partnerem organizace Christian Solidarity Worldwide. Od roku 2012 nese nynější název.
Od roku 2005 udílí osobnostem, které se zasloužily o náboženskou svobodu „Štěpánovu cenu“ (Stefanusprisen).